# Vargaši
Vargaši (in russo Варгаши?) è un insediamento operaio della Russia situato nell'oblast' di Kurgan. È il centro amministrativo del rajon Vargašinskij.
Si trova 35 km a est di Kurgan. Ha una stazione sulla Ferrovia Transiberiana.